# 山姆·里夫菲斯
山姆·里夫菲斯（英語：Sam Riffice；1999年3月1日—）是美國的一位網球選手。2021年，他憑藉外卡獲得美國網球公開賽參賽權，最終止步第一輪。他就讀於佛羅里達大學。

## 外部連結
- 山姆·里夫菲斯（英文/西班牙文）的官方資料